# 辻上奈美江
辻上 奈美江（つじがみ なみえ）は、日本の中東・イスラーム研究者、ジェンダー研究者、サウジアラビア地域研究者。上智大学総合グローバル学部教授。専門は、サウジアラビアを中心とする湾岸アラブ諸国におけるジェンダー論。

## 略歴[3]
1999年大阪外国語大学外国語学部地域文化学科アラビア語専攻卒業、学士（言語・文化）。2003年神戸大学大学院国際協力研究科地域協力政策専攻博士前期課程修了、修士（経済学）。2005年イギリス・エクセター大学大学院アラブ・イスラーム研究科修士課程修了（MA in Gender and Identity in the Middle East）。2008年神戸大学大学院国際協力研究科地域協力政策専攻博士後期課程修了、博士（学術）。
在サウジアラビア日本大使館専門調査員（2000年3月〜2002年2月）、日本学術振興会特別研究員（PD）（2009年4月〜2010年3月）、高知女子大学（現・高知県立大学）文化学部講師（2010年4月〜2011年9月）、東京大学中東地域研究センター特任准教授（2012年10月～2018年3月）を経て、2018年4月より上智大学総合グローバル学部教授。

## 業績

### 単著
- 辻上奈美江 2014. 『イスラーム世界のジェンダー秩序：「アラブの春」後の女性たちの闘い』 明石書店
- 辻上奈美江 2011. 『現代サウジアラビアのジェンダーと権力：フーコーの権力論に基づく言説分析』 福村出版

### 共著
- 辻上奈美江 2017a. 「第12章　シリア難民女性の演劇：癒しの実験とジェンダー規範」 山内昌之編『中東とISの地政学』 朝日新聞出版社, pp.231-247
- TSUJIGAMI, Namie 2017b. "Higher Education and the Changing Aspiration pf Women in Saudi Arabia" in Higher Education Investment in the Arab States of the Gulf: Strategies for Excellence and Diversity, edited by Dale Eickelmen and Rogaia Sharaf, pp.42-54. Berlin, London: Gerlack.

## 受賞
- KDDI 財団審査委員奨励賞（研究テーマ「アラブの春後の情報通信とジェンダー関係」、2018年3月）[4]